# Don't Neglect Your Wife
Don't Neglect Your Wife er en amerikansk stumfilm fra 1921 af Wallace Worsley.

## Medvirkende
- Mabel Julienne Scott som Madeline
- Lewis Stone som Langdon Masters
- Charles Clary som Dr. Howard Talbot
- Kate Lester som Mrs. Hunt McLane
- Arthur Hoyt som Ben Travers
- Josephine Crowell som Mrs. Abott
- Darrell Foss som Holt